# Zea nicaraguensis
Zea nicaraguensis är en gräsart som beskrevs av Hugh Hellmut Iltis och B.F.Benz. Zea nicaraguensis ingår i släktet teosinter, och familjen gräs. Inga underarter finns listade i Catalogue of Life.